# تاج الدين عبد الحق
تاج الدين محمد عبد الحق، صحفي وكاتب أردني، يعمل رئيسا لتحرير شبكة إرم نيوز، كما يعمل في الصحافة منذ عام 1973 وحتى الآن.

## النشأة
درس الصفين الأول والثاني الابتدايين في مدرسة النصر التابعة للثقافة العسكرية في الأردن قبل أن ينتقل للدراسة في مدارس وزارة التربية حتى الصف الثاني عشر (التوجيهي) بعدها درس مباشرة في الجامعة الأردنية قسم العلوم السياسية والإدارة العامة وتخرج في العام 1973 ميلادية.

## الحياة الإعلامية
بدأ حياته العملية في 27 سبتمبر 1973 حيث عمل محررا في صحيفة الوحدة الظبيانية وتدرج في الصحيفة إلى أن أصبح سكرتير تحرير لها حتى 21 ماي 1980.
انتقل للعمل في جريدة البيان في 22 ماي 1980 كمدير لمكتب الصحيفة في أبوظبي. وراسل خلال هذه الفترة عددا من الصحف ووكالات الأنباء منها وكالة رويترز، ووكالة الصحافة الفرنسية، وصحيفة العرب اللندنية.
عمل مديرا إقليميا لمجلة اليوم السابع التي  كانت تصدر في باريس منذ أكتوبر عام 1988 وحتى يناير من   العام 1991، حين توقفت المجلة عن الصدور.
انتقل للعمل في جريدة الشرق الأوسط اللندنية كمسؤول للتحرير في دولة الإمارات العربية المتحدة ابتداء من مارس عام 1991، وبقي في هذا المنصب حتى العام 2006.
حاور خلال عمله في الشرق الآوسط مجموعة من القيادات السياسية والاقتصادية والفكرية، كما رافق كلا من الشيخ زايد بن سلطان آل نهيان رئيس دولة الإمارات الراحل، والشيخ خليفة بن زايد آل نهيان رئيس دولة الأمارات الشيخ محمد بن راشد نائب رئيس دولة الامارات العربية المتحدة، في زيارات خارجية وجولات داخلية في أوقات مختلفة من حياته المهنية.
انتقل للعمل في صحيفة ايلاف الالكترونية في عام 2006 مديرا للتحرير للشؤون الخليجية حتى منتصف العام 2007، عندما عمل مستشارا إعلاميا في جهة سيادية لمدة ست سنوات. هذا وقد أسس موقع إرم نيوز في ماي من عام 2013 وترأس تحريره منذ ذلك الوقت وحتى اليوم، كما أسس موقع فوشيا في يوليو تموز من عام 2015، وأصبح ناشرا له وهو موقع يعنى بشؤون المرأة ليكون ثاني موقع لشبكة إرم نيوز التي تتخذ من المنطقة الإعلامية الحرة بأبو ظبي تو فور 54 مقرا لها.

شارك في العديد من المقابلات والمداخلات التلفزيونية والمؤتمرات الإعلامية كما أدلى بأحاديث للعديد من الصحف العربية 

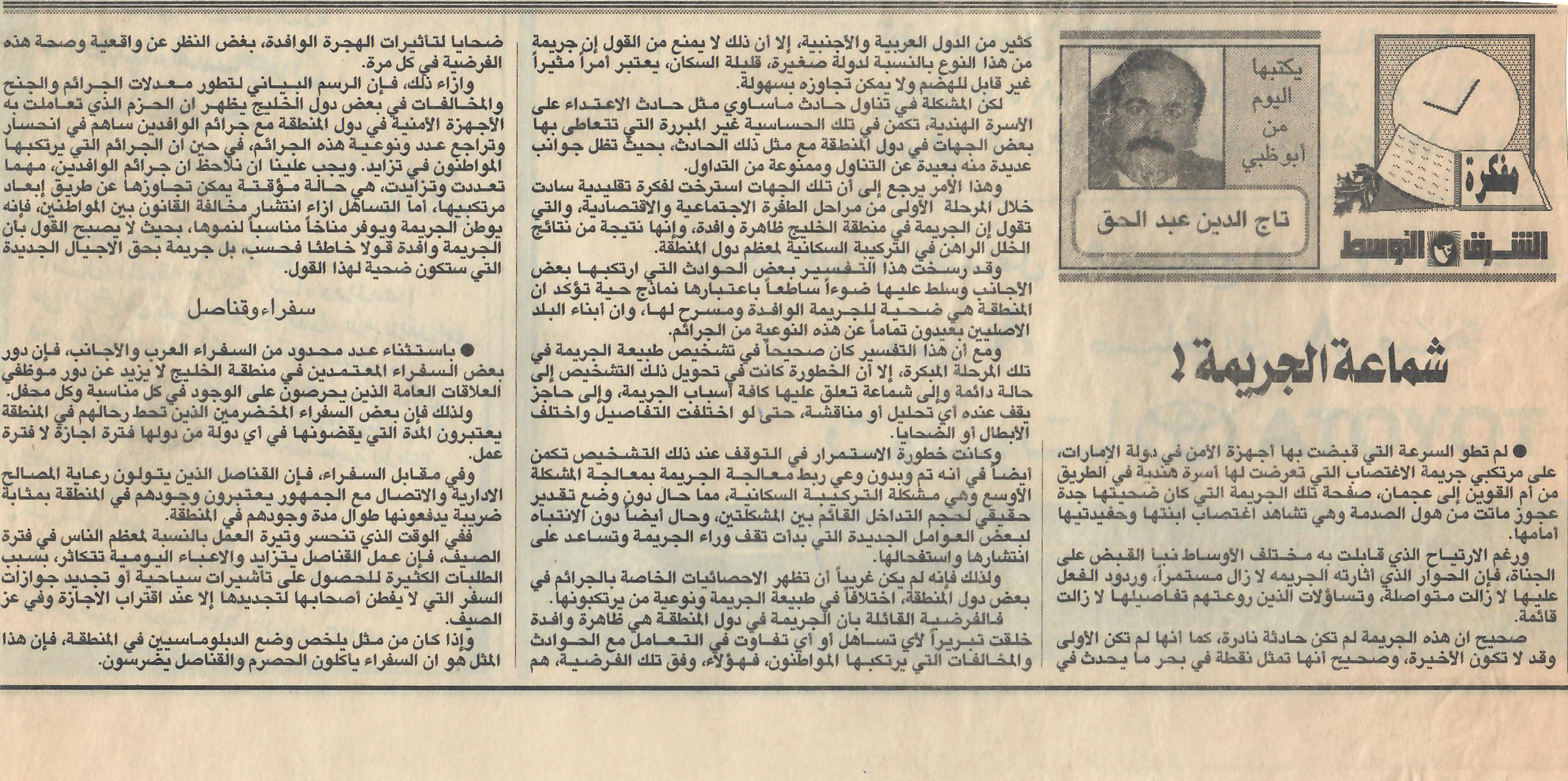
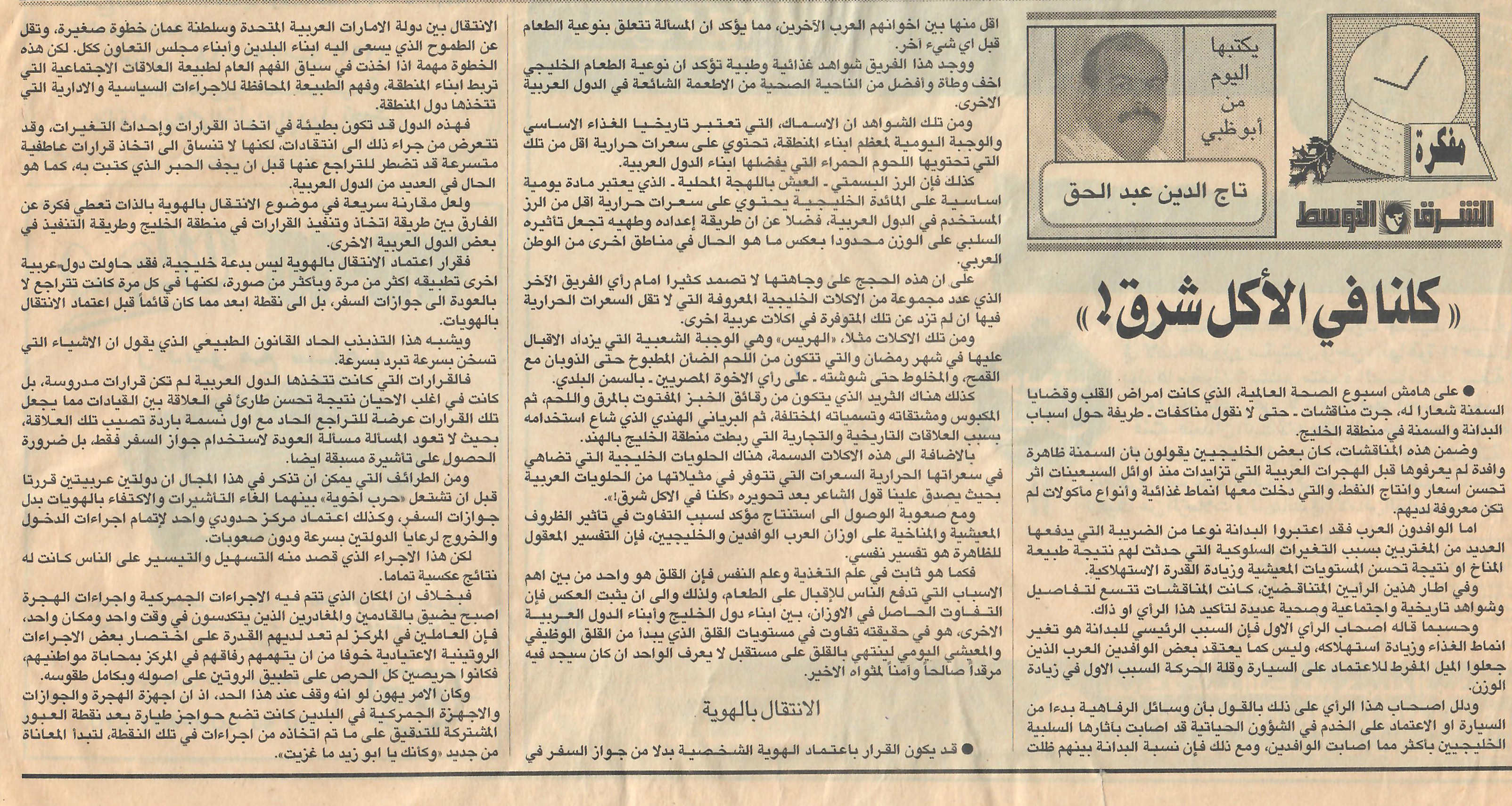
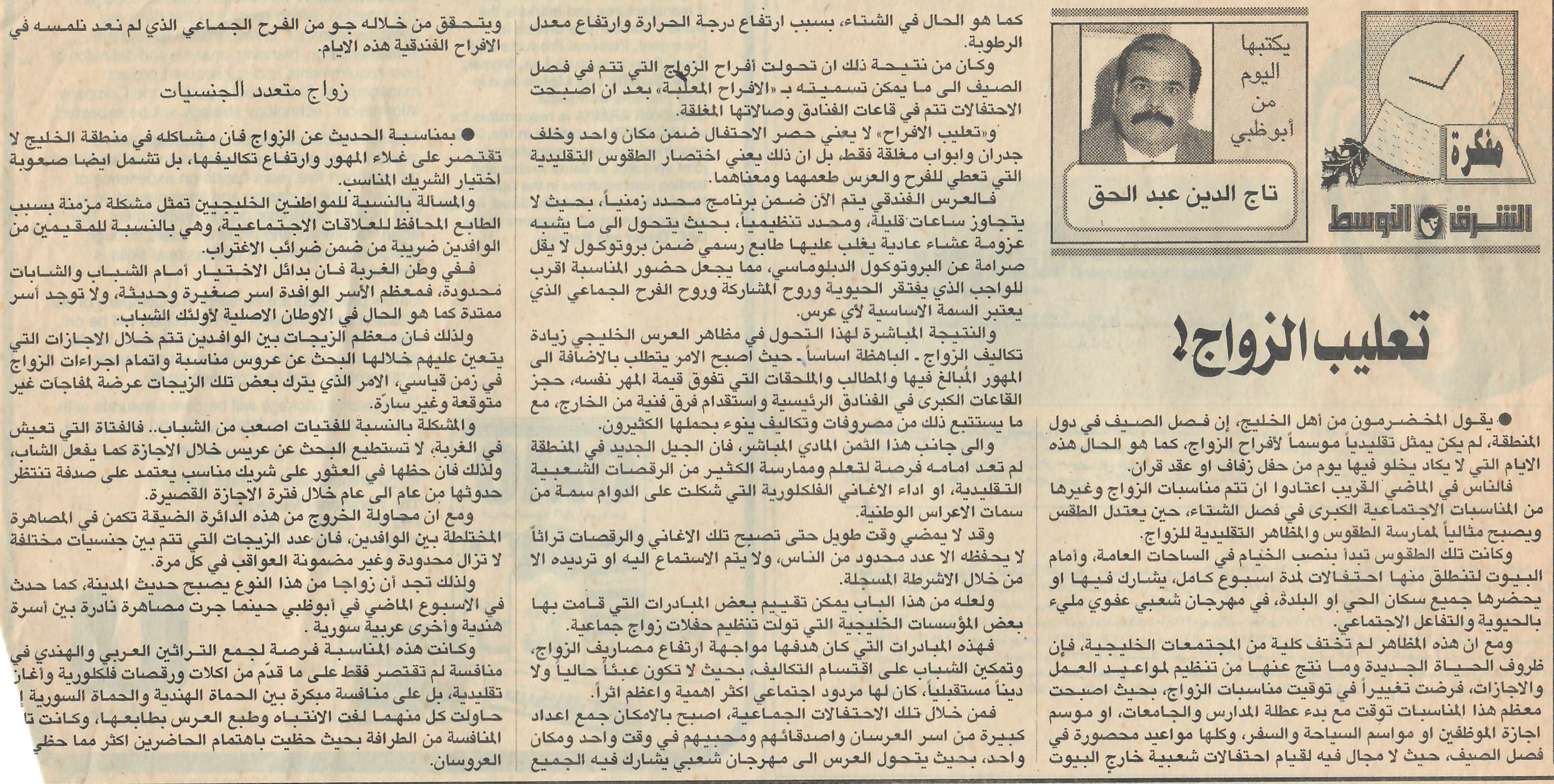
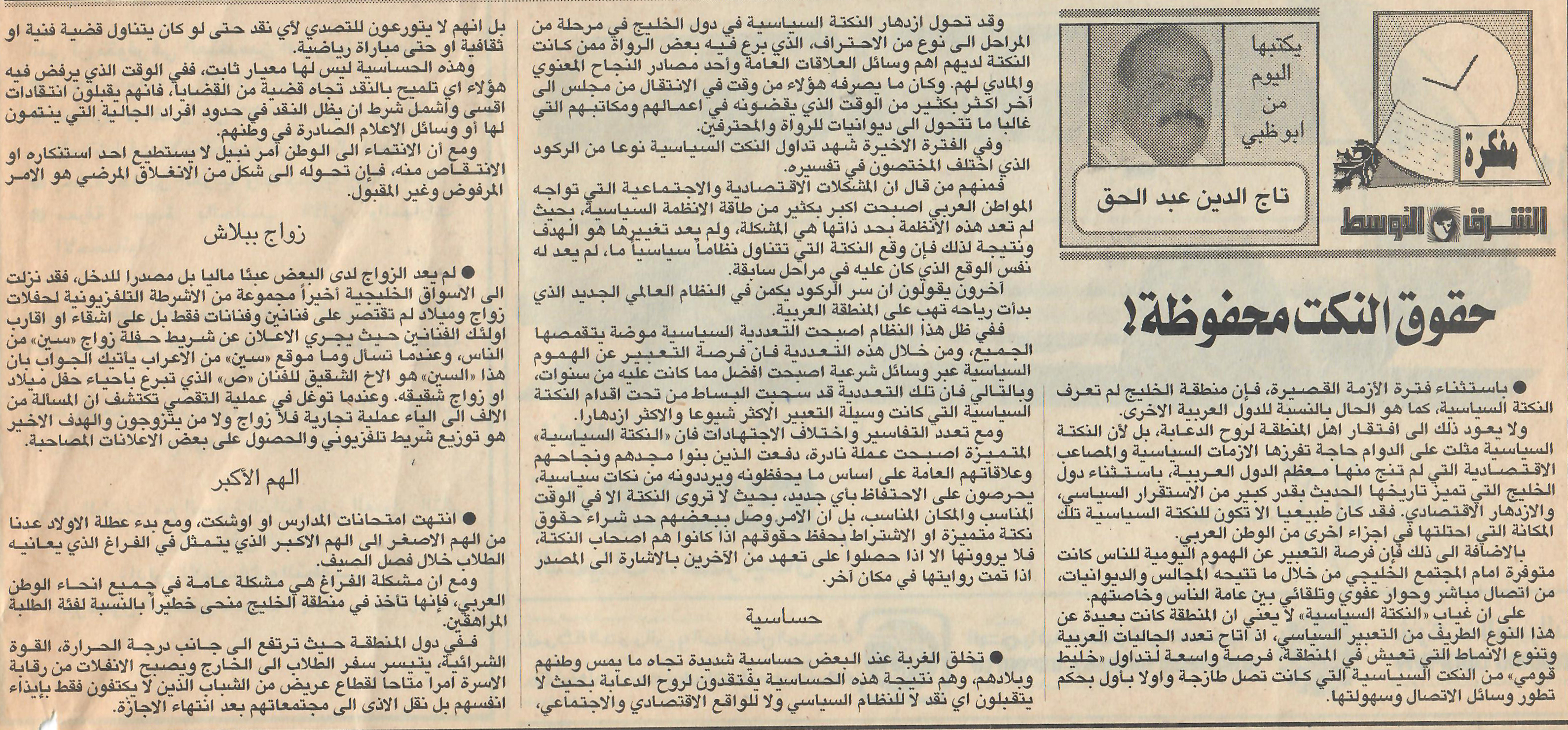

## المناصب
- رئيس تحرير شبكة إرم نيوز [6]
- ناشر موقع فوشيا [7]
- مدير تحرير موقع إيلاف للشوؤن الخليجية [8]
- مسؤول تحرير جريدة الشرق الأوسط في دولة الإمارات [9]

## المؤلفات
- أعلام وإعلام[10][11]دار نهضة مصر عام 2015 [12][13]
- للخلف در بين الدين والسياسة دار نهضة مصر العام 2017

## الجوائز
- جائزة تقدير من جمعية الصحفيين بدولة الإمارات للخدمة الطويلة
- جائزة تقدير من جمعية حماية وحرية الصحفيين في الأردن عام 2015
- جائزة من الأمم المتحدة للانشطة الإنسانية
- جوائز محلية خلال سنوات العمل في مواقع مختلفة
- جائزة الفيلم الوثائقي لـ «إرم نيوز» في مهرجان الأردن للإعلام العربي [14]

## الحياة الخاصة
من مواليد الزرقاء في الأردن، وتعود جذوره إلى مدينة نابلس في فلسطين. والده هو الشيخ محمد أحمد عبد الحق وكان مرشدا دينيا في القوات المسلحة الأردنية. والدته عائشة علي سليمان القرشي من بلدة أوصرا قضاء عجلون في الأردن وهي أم لعشرة أولاد خمسة ذكور وخمسة إناث.

## وصلات خارجية
- يوتيوب تاج الدين عبد الحق